# 音田淳
音田 淳（おとだ あつし、1979年8月11日 - ）は、兵庫県尼崎市生まれの歌手・ソングライター。血液型はA型。身長172cm。本名同じ。

## 略歴
- 1998年、サンテレビ「新・カラオケ勝ち抜き選手権」で5週勝ち抜きチャンピオンとなる。
- 音楽療法士・高本恭子の講演で、「千の風になって」が使われる。大ヒットした秋川雅史の力強い歌とは対照的な、優しい雰囲気の歌が一部で話題となり、2008年7月に円広志プロデュースでCD発売となる。
- 2011年5月16日、関西テレビ『ごきげんライフスタイル よ〜いドン!』番組内“となりの人間国宝さん”のコーナーで、円広志マネージャー兼歌手としてVTRに出演した。（円広志作詞作曲「一人静」を、ワンフレーズ歌唱。）
- 2012年5月14日、関西テレビ『ごきげんライフスタイル よ〜いドン!』番組内“本日のオススメ3”のコーナーに、チーズの達人として出演。（チーズプロフェッショナル協会のチーズ検定に合格。）以後、不定期に出演していたが、2014年2月13日の放送分以来、出演していない。
- 2014年春より、パニック障害により活動を休止していたことを、2014年9月3日付の自身のブログで発表。現在も闘病しながら、歌手活動は再開している。

## 人物
- 夜景鑑賞士2級
- 初級食品表示診断士
- パンシェルジュ検定3級
- コムラード・オブ・チーズ
- 趣味は野球観戦、寄り道、クレーンゲーム、昆虫観察

## ディスコグラフィー
- 「千の風になって」（2008年7月2日発売シングル）
- 「一人静」（2011年4月20日発売シングル）

## 参加作品

### 作詞・作曲
- 「カルシウム」カルカルファイブ（2003年8月8日発売シングル）

### 作詞
- 「あの日から、僕らは」“阪神大震災メモリアルコンサートシリーズ つなぐ想い―1・17―”テーマソング（2007年11月）
- 「京都遠恋物語」恋舞妓（2008年1月3日発売シングル）
- 「菟原のおっとこまえ」岡田ひさし（2011年4月27日発売シングル「二枚目気分」カップリング曲）

### コーラス
- 「まだ夢がある」矢野勝也（2008年11月配信、TVドラマ「ブロードキャストASUKA」主題歌）
- 「帰りゃんせ」円広志（2008年11月21日発売アルバム）
- 「恋情の旅」「ベイサイド神戸」岡田ひさし（2009年1月19日発売シングル）
- 「悲しみのつばさ」椿欣也（2011年2月23日発売シングル）
- 「二枚目気分」岡田ひさし（2011年4月27日発売シングル）
- 「俺だ」「そして今夜もドロになる」円広志（2011年8月24日発売シングル）
- 「元気出して前へ前へ」円広志with野根バンド（2013年5月8日発売ミニアルバム）
- 「僕らの記念日」円広志（2013年10月5日発売ミニアルバム「僕らの記念日」収録曲）
- 「走れシミケン」円広志（2013年12月18日発売シングル）